# Woolland Brothers
Woolland Brothers is een voormalig warenhuis in Knightsbridge, Londen. Vanaf 1949 tot de sluiting in 1967 was het eigendom van Debenhams, dat ook eigenaar was van het naast gelegen warenhuis Harvey Nichols.

## Geschiedenis
Woolland Brothers werd in 1869 opgericht door de broers William en Samuel Woolland uit Bridford in Devon, die een textielwinkel aan 2 Lowndes Terrace in Londen overnamen. In de beginperiode richtte het zich op het lagere segment. De winkel, die bekend stond om zijn goede etalages, breidde zich in de loop der jaren uit en in 1892 besloeg deze de hele oostelijke helft van Lowndes Terrace (95-107 Knightsbridge). 
In die tijd was de winkel uitgegroeid van een textielwinkel tot een compleet warenhuis met een uitgebreid assortiment. De winkel was zich ook meer op de hogere klasse gaan richten  en stond erom bekend de aristocratie tot haar klantenkring te mogen rekenen. In 1893 winkelde de hertogin van Portland er tijdens de naseizoenuitverkoop. In 1896 begon het bedrijf met het vernieuwen van de winkel, waarbij het oorspronkelijke Lowndes Terrace-gedeelte werd gesloopt. Beetje bij beetje werd gesloopt en herbouwd en de werkzaamheden werden in 1901 voltooid. De nieuwe winkel, naar een ontwerp van Henry L. Florence, werd gebouwd met een staalconstructie en bekleed met Portland-steen. De hoeken van het pand werden voorzien van sierlijke met koper bedekte koepels. 
De winkel bediende de opkomende middenklasse en de aristocratie en werd minstens vier keer per jaar bezocht door Edward VII's minnares Alice Keppel en haar dochters uit Edinburgh. In de jaren 1930 raakte de winkel gedateerd en begon uit zijn jasje te groeien en ondanks dat het warenhuis eigenaar van het complete blok tussen William Street en Sevilla Street was, vond er geen verdere ontwikkeling plaats. 
In 1949 kocht de warenhuisketen Debenhams, die al eigenaar was van het naastgelegen warenhuis Harvey Nichols de winkel. Onder Debenhams bleef Woolland Brothers een zelfstandige divisie tot in de jaren 1960. Toen werd besloten dat het in stand houden van twee grote naastgelegen warenhuizen niet rendabel was. In 1966 werd het pand verkocht en in 1967 werd de winkel gesloten. In 1969 werd het gebouw gesloopt om plaats te maken voor het Sheraton Park Tower Hotel.